# Кадашман-Эллиль II
Кадашман-Эллиль II (Kadaschman-Ellil, dEN.LÍl) — касситский царь Вавилонии (Кардуниаша), правил около 1263 — 1256 гг. до н. э., сын Кадашман-Тургу. Современник хеттского царя Хаттусили III и египетского фараона Рамсеса II.

## Правление
Кадашман-Эллиль II был сыном касситского царя Вавилонии Кадашман-Тургу и правил в 1263 [+3/–2) — 1256 [+3/–3] годах до н. э..
Вступил на престол ещё мальчиком и не без затруднений. Его высший сановник Итти-Мардук-балату (букв. «Жить вместе с Мардуком») содействовал его воцарению и затем захватил дела в свои руки. Итти-Мардук-балату был настроен против союза с хеттами и, в первое время правления Кадашман-Эллиля, отношения между этими двумя государствами ухудшились. Сановник писал Хаттусили III: «ты не пишешь нам, как „брат“, а ты помыкаешь нами, как своими рабами». Он даже прервал сношения с Хеттским царством. Тогда Хаттусили написал письмо самому молодому царю Кадашман-Эллилю, с объяснениями и жалобами на сановника. Хаттусили пригрозил, что если сын его союзника не получит реальной власти, он не будет выполнять союзнических обязательств. Между прочим, в этом же письме хеттский царь извещал Кадашман-Эллиля о мире с Египтом и напоминает, что о войне с последним он также своевременно известил его отца. Здесь же он касается жалобы вавилонского двора на ограбление каравана, направлявшегося в Северную Финикию. Виновным выставляется аморейский князь Банти-шинни (Banti-šinni), хеттский вассал. Хаттусили III обещает привлечь его к ответственности в присутствии вавилонского посла.
В конце письма Хаттусили говорит:

«Я слышал, что мой брат стал взрослым мужчиной и имеет склонность к охоте. Я рад, что Тешуб благословил сына моего брата Кадашман-Тургу. И вот, иди и разгроми землю врага… не медли, ступай на врага, разбей врага… выступи против страны, сильнее которой ты в два, три и четыре раза…»
 Само собой разумеется, что этот общий враг — Ассирия.
В правление Кадашман-Эллиля II военная мощь Вавилонского царства, вероятно, значительно усилилось, так как царь Хаттусили III, в письме заявлял, что в то время у вавилонского царя имелось «больше коней, чем соломы», и что он вполне может послать для сопровождения своего посла эскорт в тысячу колесниц.
Опасаясь возрастающего могущества Ассирии, к союзу между Хеттским царством и Египтом примкнул и Кадашман-Эллиль. Последовав совету Хаттусили он даже вторгся в Ассирию, но потерпел поражение от ассирийского царя Салманасара I и отступил.
От времени Кадашман-Эллиля сохранилось весьма небольшое количество документов. К тому же вавилонский царский список при его имени повреждён, поэтому срок его правления точно неизвестен.